# El juego de las conspiraciones
El juego de las conspiraciones es el cuarto título en la serie de romance paranormal Ghostwalker de Christine Feehan.

## Resumen de la trama
Jack Norton, uno de los miembros del grupo de SEALs de la Armada que fue mejorado psíquica y físicamente por el Dr. Peter Whitney, llamado Ghostwalkers, está en una misión en la República Democrática del Congo para rescatar a su hermano gemelo, Ken, de las fuerzas rebeldes. Ken había dirigido un equipo enviado para salvar a un senador americano cuyo avión se había estrellado. Desafortunadamente, el propio Ken fue capturado y torturado antes de ser recuperado. Cuando rescató a su hermano, Jack también fue capturado; sin embargo, pudo escapar.
Briony Jenkins da un paseo por la selva, a pesar del peligro de encontrarse con fuerzas rebeldes. Ella es miembro de una familia de  circo, llamada los Cinco Voladores. Pero ella siempre ha sido diferente; no puede estar cerca de la gente sin sentir un dolor constante. También es más fuerte y rápida que cualquiera de sus cuatro hermanos.
Jack se encuentra con Briony mientras se esconde en la jungla, y se da cuenta inmediatamente de que ella es un Ghostwalker como él. También está aturdido por su poderosa atracción hacia ella. Briony, a su vez, se sorprende de que incluso con sus numerosas heridas, ella no puede sentir su dolor ni escuchar sus pensamientos; es la primera vez que esto ocurre. También se sorprende al saber que Jack conoce a su hermano mayor Jebediah, habiendo servido con él cuando Jeb era un SEAL.
Briony es capaz de llevar a Jack a su hotel y tratar sus heridas. Al día siguiente, Jeb llega y se sorprende y se alarma al ver a Jack con su hermana. Jack siempre ha tenido una reputación formidable, y se sorprende de que su hermana parezca estar cómoda en su presencia. Jeb accede a ayudar a Jack, y le sugiere que se esconda en la arena donde se les ha permitido practicar. Durante los próximos días, mientras Jack espera ser recogido por su gente, la atracción e intimidad entre él y Briony crece. Cuando llega el momento de irse, Jack le informa fríamente que no quiere continuar su relación.
Casi tres meses después, Briony descubre que está embarazada. Antes de que pueda superar ese shock, su médico intenta drogarla y secuestrarla. Ella y su hermano escapan y se fugan. Dos veces más soldados mejorados la encuentran y tratan de "devolverla al laboratorio". Entonces aparece un hombre que se hace llamar Kaden Montague y le muestra un archivo de su vida. La historia que se le cuenta a su familia adoptiva es una mentira; no es la hija de un hombre cuya esposa murió al dar a luz. Es una de las varias niñas huérfanas que han sido mejoradas psíquica y físicamente por un hombre llamado Peter Whitney. Fue entregada a su familia porque él quería ver si era lo suficientemente fuerte para sobrevivir al constante bombardeo de emociones humanas sin un ancla (un psíquico que puede filtrar las emociones fuertes). No sólo eso, sino que la abrumadora atracción entre Jack y Briony no es un accidente. Whitney diseñó feromonas que asegurarían una fuerte compatibilidad física. Todo lo que necesitaba hacer era ponerlas a ambas en el mismo lugar en el momento y la naturaleza se encargaría del resto. Todo esto se hizo para que Briony y Jack fueran los padres de la segunda generación de super soldados de Whitney.
Briony sabe que no puede permanecer con su familia; a medida que avance su embarazo, será menos capaz de defenderse. Así que recurre a la única persona que podría ser capaz de protegerla a ella y a su hijo no nacido, Jack Norton.
Cuando Briony y Jeb aparecen en la puerta de la remota cabaña de Jack y su hermano gemelo, se queda atónito por la revelación de que está embarazada. Está aún más sorprendido por la información de que no sólo Whitney sigue viva, sino que también planea secuestrar a Briony. Para sorpresa de Briony, acepta protegerla a ella y al bebé. Sin embargo, no todo son buenas noticias; la atracción fabricada por Whitney es tan intensa como siempre; en todo caso, es aún más fuerte que antes.
Mientras pasan tiempo juntos, Briony se da cuenta de que Jack no es el "rudo" que dice ser, sino un hombre destrozado por una infancia abusiva y dolorosa. Su propio padre mató a su madre e intentó matarlo a él y a su hermano por sus intensos celos. Jack siempre ha temido que él también sería así si alguna vez se enamorara.
Justo cuando Jack y Briony llegan a este nuevo entendimiento, la casa es atacada. Los hombres de Whitney la han encontrado de nuevo. Briony se da cuenta de que la única manera de seguirla es con un dispositivo de rastreo. Lo encuentra y lo retira. También hace otra revelación; recuerda que tiene una hermana, una hermana gemela. Un hecho que Lutero, uno de los hombres enviados para recuperarla confirma. Afortunadamente, Jack y Ken pueden luchar contra los soldados hasta que sean rescatados por sus camaradas.
Tanto Jack como Ken se comprometen a ayudar a Briony a encontrar a su hermana, Mari.

## Premios
- 2003 Premios Romactic Times
  - Nominado - Mejor Paranormal Contemporáneo